# Slovensko pevsko društvo Maribor
Slovensko pevsko društvo Maribor je bilo pomembno pevsko društvo v Mariboru med svetovnima vojnama.
Ustanovni občni zbor Slovenskega pevskega društva Maribor je bil 12. oktobra 1925. Njegov predsednik je bil ves čas od ustanovitve naprej dr. Alojzij Juvan, pevovodja stolni kapelnik Janez Evangelist Gašparič, tajnik pa korni vikar Franc Hrastelj. Slovensko pevsko društvo Maribor je sredi tridesetih let štelo okrog 120 članov. 
Mešani pevski zbor pevskega društva je imel ambiciozen program. Prvi veliki samostojni koncert je imel 7. marca 1928, ko je izvedel Haydnovo Stvarjenje. 21. novembra 1928 pa je prvič izvedel Mozartov Requiem. 2. aprila 1930 je Slovensko pevsko društvo Maribor izvedlo simfonično kantato Soči slovenskega skladatelja in frančiškanskega patra Hugolina Sattnerja ter Dvořakovo Stabat Mater. Leta 1931 pa je pevsko društvo v počastitev Sattnerjeve 80-letnice po Dravski banovini priredilo več koncertov, na katerih je izvedlo njegov oratorij Vnebovzetje. Leta 1933 je izvedlo Haydnov oratorij Sedem zadnjih besed Jezusovih na križu. Leta 1934 je pevski zbor društva naštudiral Händlov oratorij Mesija. 4. maja 1938 pa so mariborska glasbena društva Glasbena matica, Jadran in Maribor pod vodstvom slednjega priredila velik koncert, na katerem so izvedli koncertno delo Césarja Francka Blagri.
Slovensko pevsko društvo Maribor ni nastopalo le v večjih slovenskih krajih, kot sta Celje in Ptuj, kjer je ponavljalo skoraj vse svoje velike koncerte, ampak tudi v številnih manjših štajerskih krajih: v Rogaški Slatini, Sv. Lovrencu na Pohorju in drugje. Slovensko pevsko društvo Maribor je bilo pomembno narodno društvo, ki je s svojim umetniškim delovanjem med drugim zapolnilo vrzel na področju cerkvenega petja. Društvo je uradno prenehalo obstajati 15. novembra 1941, ko ga je ukinila takratna nemška okupacijska oblast.  